# Martin Gassner
Martin Gassner (* 23. Februar 1913 in Werfen; † 7. Oktober 1985 in Salzburg) war ein österreichischer Landwirt und Politiker (ÖVP). Gassner war von 1945 bis 49 Abgeordneter zum österreichischen Nationalrat.
Gassner besuchte sechs Klassen der Volksschule und zwei Jahre eine Fachschule. Er war in der Folge als Landwirt tätig. Gassner war von 1934 bis 1938 Mitglied des Bezirksbauernrates Pongau und zwischen 1936 und 1938 Landesreferent des Reichsbundes der katholisch-deutschen Jugend Österreichs für Salzburg. Gassner vertrat die ÖVP zwischen dem 19. Dezember 1945 und dem 8. November 1949 im Nationalrat. 